# Gerilla Rádió
A Gerilla Rádió Dunaújváros helyi rádiója volt 2007 és 2012 között.  Az adó Dunaújváros-ban és 40 km-es körzetében volt fogható az FM 99,1 MHz-en.

## Története
A rádió 2007. április 16-án kezdte meg adását Dunaújvárosban. A médiatörvény változása után a Rádió nem volt képes teljesíteni a közösségi adó feltételeit, ezért 2012-ben megszűnt.

## Műsorai
- Heti Gyors
- Extázis
- Gerilla Őrjárat
- Könnyített Menet
- Gerilla Weekend
- Top 40
- Jazz Night
- Gerilla Szemle